# Forever Activists: Stories from the Veterans of the Abraham-Lincoln-Brigade
Forever Activists: Stories from the Veterans of the Abraham-Lincoln-Brigade ist ein US-amerikanischer Dokumentarfilm von Connie Field und Judith Montell aus dem Jahr 1990. Er beinhaltet Interviews mit US-amerikanische Veteranen, die im spanischen Bürgerkrieg gekämpft haben.

## Handlung
Der Film geht von der These aus, das es für viele Amerikaner, die im spanischen Bürgerkrieg gekämpft haben, nur die Fortsetzung eines Kampfes für eine Sache war, an die sie glauben. Dies zeige auch das Engagement vieler Soldaten, die sich später in der Bürgerrechtsbewegung und in den Protesten gegen den Vietnamkrieg engagierten.
Im Film werden alte Nachrichten-Clips neueren Interviews gegenübergestellt. Alle Personen, die vorgestellt wurden, haben die Weltwirtschaftskrise miterlebt und begaben sich nach Franklin D. Roosevelts eindrücklichen Reden nach Spanien, um idealistisch für die gerechte Sache zu kämpfen.
Höhepunkt des Films ist ein Wiedersehen von Veteranen zum 50. Jahrestags des Kriegsausbruchs im Frühjahr 1986 in Spanien. Die ehemaligen Veteranen erzählen neben einer Zusammenfassung ihrer Kriegserlebnisse auch davon, wie schlecht sie in der nach ihrer Rückkehr in der Ära von McCarthy behandelt wurden. So wurden Pässe eingezogen, sie verloren zu Hause ihre Arbeit und ihr Ruf war beschädigt, obwohl sie eigentlich für Frieden und Freiheit in der Abraham-Lincoln-Brigade gekämpft haben.

## Hintergrund
Der Film wurde bei der Oscarverleihung 1991 als Bester Dokumentarfilm nominiert.

## Rezeption
Robert N. Bellah, Professor für Soziologie an der University of California in Berkeley, bezeichnete den Film als „visuell aussagekräftig“, er ließe uns nachempfinden, was es heißt, im 20. Jahrhundert Bürger der vereinigten Staaten zu sein. Die Erfahrung der Kämpfer der Abraham-Lincoln-Brigade gewähre uns eine tiefe Einsicht in die US-amerikanische Gesellschaft, ihre Geschichte und ihre Politik.